# Акулеола чорна
Акулеола чорна (Aculeola nigra) — єдиний вид роду акулеола родини ліхтарні акули. Інша назва «кліщезуба акула-собака».

## Опис
Загальна довжина сягає 60 см. Спостерігається статевий диморфізм: самець більше за самицю. Голова коротка. Морда сплощена та усічена. Очі великі, овальні та горизонтальної форми. Відстань від очей до кінчика морди значно менше, ніж відстань від очей до зябрових щілин. Губи тонкі, назальні клапани короткі. Зуби гачкоподібні з тонкою гострою верхівкою. На кожній щелепі є 60 робочих зубів. У неї 5 пар зябрових щілин. Тулуб кремезний. Грудні плавці з округлими плавцями. Має 2 невеликих спинних плавця, з широкою основою. Передній плавець розміщено між грудними та черевними плавцями. Задній плавець вище за передній, проте його основа вужче. Задній розташовано після черевних плавців. Анальний плавець відсутній. Хвостовий плавець широкий, веслоподібний, нижня лопать не розвинена.
Забарвлення суто чорне.

## Спосіб життя
Тримається на глибинах від 110 до 735 м, зазвичай на рівні 200–500 м. Воліє до ділянок материкового шельфу з м'яким ґрунтом. Живиться переважно крабами, креветками, омарами та іншими донними безхребетними. також полює на дрібних костистих риб та кальмарів.
Статева зрілість настає у самців при розмірах 42-46 см, самиць — 52-54 см. Це яйцеживородна акула. Самиця народжує до 10 акуленят завдовжки 12-13 см.

## Розповсюдження
Мешкає в акваторії Чилі та Перу.